# Thessaloniki Challenger 1990
Il Thessaloniki Challenger 1990 è stato un torneo di tennis facente parte della categoria ATP Challenger Series nell'ambito dell'ATP Challenger Series 1990. Il torneo si è giocato a Salonicco in Grecia dal 24 al 30 settembre 1990 su campi in sintetico.

## Vincitori

### Singolare
Christian Geyer ha battuto in finale  Henrik Holm con il punteggio di 7–6, 6–3

### Doppio
Gilad Bloom /  Alexis Hombrecher hanno battuto in finale  Nick Brown /  Johan Carlsson con il punteggio di 6–1, 7–6